# محطة نووية

خريطة المحطات النووية في العالم. المفاعلات البحثية لا تعتبر محطات نووية.
يوجد مفاعلات نووية قيد الاستخدام، مفاعلات جديدة قيد البناء.
يوجد مفاعلات نووية قيد الاستخدام، مفاعلات جديدة قيد التخطيط.
لا يوجد مفاعلات نووية، مفاعلات جديدة قيد البناء.
لا يوجد مفاعلات نووية، مفاعلات جديدة قيد التخطيط.
يوجد مفاعلات نووية قيد الاستخدام، ولا يخطط حالياً لبناء مفاعلات جديدة.
يوجد مفاعلات نووية قيد الاستخدام، ويخطط لإخراجها من الخدمة تدريجياً.
الطاقة النووية المدنية محظورة قانوناً.
لا يوجد مفاعلات نووية.

المحطة النووية هي موقع صناعي لإنتاج الحرارة عبر الانشطار النووي للأنوية الذرية وذلك لاستعمالها لإنتاج الكهرباء وهذا الاستعمال هو الرئيسي في مجال استخدام الطاقة النووية المدنية.
تتكون المحطة النووية من أحد أو عدة مفاعلات نووية التي تتراوح قوتها من بضع إلى آلاف الميغاوات (1500 ميغاوات في بعض المفاعلات ).
في 2009 قدرت عدد المفاعلات المنتجة للطاقة 439 في 31 بلداً منتجة ما يقارب ال 14% من الطاقة الكهربائية في العالم.

## مقالات ذات صلة
- محطة طاقة نووية
- وكالة الطاقة النووية
- قائمة بمحطات الطاقة النووية
- قائمة بمحطات الطاقة في الصين
- هشاشة المنشئات النووية للهجوم
- اتفاقية الإرهاب النووي